# 小倉宏昌
小倉 宏昌（おぐら ひろまさ、1954年9月1日 - ）は、日本の男性アニメーション美術監督である。東京都出身。

## 来歴
1977年に小林プロダクションに入社し、『家なき子』で背景を初担当する。1983年に同社を退社した後、同じ美術仲間の大野広司、水谷利春と共にスタジオ風雅を設立した。大野はスタジオ風雅の、水谷は有限会社ムーンフラワーの代表取締役社長を務めている。
『王立宇宙軍 オネアミスの翼』で美術監督を初担当した後、フリーランスを経てProduction I.G内において「小倉工房」を設立。2007年に「株式会社小倉工房」として独立。代表取締役を務める傍ら、現役の美術監督としてあらゆる作品で活躍中である。

## 美術監督作品
- 1987年『王立宇宙軍 オネアミスの翼』（兼美術ボード）
- 1987年『トワイライトQ 迷宮物件 FILE538』
- 1988年『めぞん一刻 完結篇』
- 1988年『アップルシード』
- 1989年『機動警察パトレイバー the Movie』
- 1990年『ふしぎの海のナディア』（第34話 - 第39話)
- 1992年『ちびねこトムの大冒険』（未公開）
- 1992年『ジャイアントロボ THE ANIMATION -地球が静止する日』（EPISODE:1のみ）
- 1992年『Spirit of Wonder チャイナさんの逆襲』
- 1993年『獣兵衛忍風帖』
- 1993年『機動警察パトレイバー 2 the Movie』
- 1993年『KAZU&YASU　ヒーロー誕生』
- 1995年『スライム冒険記』
- 1995年『GHOST IN THE SHELL 攻殻機動隊』
- 1995年『グランストリーム伝紀』（兼ワールドデザイン）
- 1996年『時空冒険 ぬうまもんじゃ〜』
- 1999年『人狼 JIN-ROH』
- 1999年『なんちゃってバンパイヤン』
- 1999年『スライム冒険記〜海だ、イエー〜 』
- 1999年『ワイルドアームズ セカンドイグニッション』
- 2000年『GRANDEEK〜外伝〜』
- 2000年『フリクリ』
- 2001年『パラッパラッパー』
- 2001年『アクエリアンエイジ Sign for Evolution』
- 2002年『ミニパト』
- 2003年『LAST EXILE』（兼美術設定）[1]
- 2003年『DEAD LEAVES』
- 2003年『ANUBIS ZONE OF THE ENDERS』
- 2003年『サブマリン707R』
- 2003年『OVER THE MONOCHROME RAINBOW featuring SHOGO HAMADA』
- 2004年『SAMURAI 7』[2]
- 2005年『OVAL×OVER』
- 2005年『魔女っ娘つくねちゃん』
- 2005年『エレメンタル ジェレイド』
- 2006年『xxxHOLiC』
- 2006年『ブレイブ・ストーリー』（クレジット上は美術設定）
- 2007年『爆裂天使-INFINITY-』
- 2007年 GLOBARANGE（Panasonic製品GLOBARANGEの商品紹介PRアニメ）
- 2007年『神霊狩/GHOST HOUND』
- 2008年『xxxHOLiC◆継』
- 2008年『二十面相の娘』[3]
- 2008年『ストライクウィッチーズ』
- 2008年『黒執事』
- 2011年『たんすわらし。』
- 2011年『よんでますよ、アザゼルさん。』
- 2011年『BLOOD-C』
- 2011年『My sweet ウマドンナ 〜僕は君のウマ〜』
- 2012年『花の詩女 ゴティックメード』
- 2013年『SHORT PEACE「武器よさらば」』
- 2014年『オレカバトル』
- 2014年『チェインクロニクル 〜ショートアニメ〜』
- 2014年『姉ログ 靄子姉さんの止まらないモノローグ』
- 2016年『シックスハートプリンセス』
- 2018年『鹿楓堂よついろ日和』
- 2018年『伊藤潤二『コレクション』』
- 2021年『ルパン三世 PART6』[4]
- 2021年『さよなら、ティラノ』
- 2022年『映画 バクテン!!』

## 背景・美術・その他参加作品
- 1975年『まんが日本昔ばなし』（1990年代の話を担当）
- 1977年『家なき子』
- 1979年『劇場版エースをねらえ!』
- 1979年『ルパン三世 カリオストロの城』
- 1980年『あしたのジョー2』
- 1981年『劇場版ユニコ』
- 1982年『SPACE ADVENTURE コブラ』
- 1983年『幻魔大戦』
- 1983年『銀河漂流バイファム』
- 1983年『キャッツ・アイ』
- 1988年『AKIRA』
- 1990年『アッセンブル・インサート』
- 1992年『LUNAR ザ・シルバースター』（CD・ゲームジャケット、広告ポスター用背景）
- 1992年『走れメロス』
- 1992年『トーキング・ヘッド』（アニメパート）
- 1996年『X -エックス-劇場版』
- 1997年『熱砂の惑星』
- 2001年『千と千尋の神隠し』
- 2001年『FF：U 〜ファイナルファンタジー:アンリミテッド〜』（美術ボード補佐）
- 2002年『猫の恩返し』
- 2003年『映画 犬夜叉 天下覇道の剣』
- 2004年『イノセンス』
- 2004年『映画 犬夜叉 紅蓮の蓬莱島』
- 2006年『ゲド戦記』
- 2006年『時をかける少女』
- 2007年『名探偵コナン 紺碧の棺』
- 2009年『サマーウォーズ』
- 2009年『そらのおとしもの』（美術設定）
- 2010年『影の塔』（パッケージイラスト）
- 2010年『借りぐらしのアリエッティ』
- 2011年『鬼神伝』
- 2011年『劇場版 そらのおとしもの 時計じかけの哀女神』（美術設定）
- 2012年『チベット犬物語 〜金色のドージェ〜』
- 2012年『ももへの手紙』
- 2012年『グスコーブドリの伝記』
- 2012年『NEXT A-Class』
- 2015年『SHIROBAKO』
- 2015年『ハーモニー』[5]
- 2017年『劇場版 魔法科高校の劣等生 星を呼ぶ少女』
- 2022年『DEEMO サクラノオト -あなたの奏でた音が、今も響く-』

## 書籍
- 2004年『光と闇―小倉宏昌画集』